# Clay Blair
Clay Blair (* 1. Mai 1925 in Lexington, Virginia; † 16. Dezember 1998 in Washington Island, Wisconsin) war ein US-amerikanischer Journalist und Sachbuchautor.

## Leben
Blair diente im Zweiten Weltkrieg in der US-Marine auf dem U-Boot USS Guardfish im Pazifik.
Nach dem Krieg arbeitete er für verschiedene Zeitschriften wie die Time und das Life Magazin, bevor er Chefredakteur von The Saturday Evening Post wurde. Daneben verfasste er zahlreiche Publikationen zum Zweiten Weltkrieg, insbesondere dem U-Boot-Krieg, aber auch zu anderen historischen Ereignissen.
Der Titel Silent Victory: The U.S. Submarine War Against Japan aus dem Jahr 1975 gilt als Standardwerk zum U-Boot-Krieg im Pazifik während des Zweiten Weltkrieges.
In Survive! aus dem Jahr 1976 beschreibt er die Ereignisse rund um den Flugzeugabsturz des Fuerza-Aérea-Uruguaya-Fluges 571 in den Anden.
In Deutschland ist er primär bekannt geworden mit dem zweibändigen Titel: Der U-Boot-Krieg, Band 1: Die Jäger 1939–1942 und Band 2: Die Gejagten 1942–1945 (englischer Originaltitel: Hitler’s U-Boat War) aus den Jahren 1996 und 1998.
Er war zweimal verheiratet und hatte mit seiner ersten Frau Agnes Kemp Devereux Blair sieben Kinder. Danach war er mit Joan Blair liiert, die Co-Autorin einiger seiner Bücher ist.

## Werke
- Atomic Submarine and Admiral Rickover, 1954, Henry Holt and Co, Inc.
- Silent Victory: The US Submarine War Against Japan, 1975, Lippincott Williams & Wilkins
- Survive!, 1976, Berkley Pub Group (deutsche Ausgabe: Denn sie wollten überleben, Heyne 1974)
- MacArthur: Korea and the Undoing of an American Hero, 1977, Pocket
- Combat Patrol, 1978, Bantam Books
- Return from The River Kwai, 1979, Simon & Schuster (deutsche Ausgabe: Rückkehr vom River Kwai, Moewig 1981)
- Mission Tokyo Bay, 1980, Bantam
- Swordray’s First Three Patrols, 1980, Bantam Books
- Beyond Courage: Escape Tales of Airmen in the Korean War, 1983, Ballantine Books
- A General’s Life: An Autobiography by General of the Army, Omar N Bradley, 1983, Simon & Schuster
- Ridgeway’s Paratroopers: The American Airborne in World War II, 1985, Dial Press
- The Forgotten War: America in Korea, 1950–1953, 1987, Crown
- Hitler’s U-Boat War: The Hunters, 1939–1942, 1996, Modern Library
- Hitler’s U-Boat War: The Hunted, 1942–1945, 1998, Modern Library (deutsche Ausgabe: Der U-Boot Krieg, Heyne)
- mit James Robinson Shepley: Die Wasserstoffbombe, Stuttgart 1955
- mit William R. Anderson: Die Abenteuerliche Fahrt der Nautilus, Benziger 1962